# Lovaglás az 1976. évi nyári olimpiai játékokon
Az 1976. évi nyári olimpiai játékokon a lovaglásban hat versenyszámot rendeztek.

## Éremtáblázat
(A rendező ország csapata és a magyar érmesek eltérő háttérszínnel, az egyes számoszlopok legmagasabb értéke, vagy értékei vastagítással kiemelve.)
| Az 1976. évi nyári olimpiai játékok éremtáblázata lovaglásban | Az 1976. évi nyári olimpiai játékok éremtáblázata lovaglásban | Az 1976. évi nyári olimpiai játékok éremtáblázata lovaglásban | Az 1976. évi nyári olimpiai játékok éremtáblázata lovaglásban | Az 1976. évi nyári olimpiai játékok éremtáblázata lovaglásban | Olimpia  |
| ------------------------------------------------------------- | ------------------------------------------------------------- | ------------------------------------------------------------- | ------------------------------------------------------------- | ------------------------------------------------------------- | -------- |
|                                                               | Ország                                                        | Arany                                                         | Ezüst                                                         | Bronz                                                         | Összesen |
| 1.                                                            | NSZK (FRG)                                                    | 2                                                             | 3                                                             | 2                                                             | 7        |
| 2.                                                            | Egyesült Államok (USA)                                        | 2                                                             | 1                                                             | 1                                                             | 4        |
| 3.                                                            | Svájc (SUI)                                                   | 1                                                             | 1                                                             | 0                                                             | 2        |
| 4.                                                            | Franciaország (FRA)                                           | 1                                                             | 0                                                             | 0                                                             | 1        |
|                                                               |                                                               |                                                               |                                                               |                                                               |          |
| 5.                                                            | Kanada (CAN)                                                  | 0                                                             | 1                                                             | 0                                                             | 1        |
|                                                               |                                                               |                                                               |                                                               |                                                               |          |
| 6.                                                            | Belgium (BEL)                                                 | 0                                                             | 0                                                             | 2                                                             | 2        |
| 7.                                                            | Ausztrália (AUS)                                              | 0                                                             | 0                                                             | 1                                                             | 1        |
|                                                               |                                                               |                                                               |                                                               |                                                               |          |
| Összesen                                                      | Összesen                                                      | 6                                                             | 6                                                             | 6                                                             | 18       |

## Érmesek
| Az 1976. évi nyári olimpiai játékok érmesei lovaglásban | | | |
| Versenyszám                                             | Arany | Ezüst | Bronz |
| Díjlovaglás egyéni                                      | Christine Stückelberger Granat · Svájc (SUI) | Harry Boldt Woycek · NSZK (FRG)                                                                                          | Reiner Klimke Mehmed · NSZK (FRG)                                                                                                   |
| Díjlovaglás csapat                                      | NSZK (FRG) · Harry Boldt Woycek · Reiner Klimke Mehmed · Gabriela Grillo Ultimo                                                                 | Svájc (SUI) · Christine Stückelberger Granat · Ulrich Lehmann Widin · Doris Ramseier Roch                                | Egyesült Államok (USA) · Hilda Gurney Keen · Dorothy Morkis Monaco · Edith Master Dahlwitz                                          |
| Díjugratás egyéni                                       | Alwin Schockemöhle Warwick Rex · NSZK (FRG) | Michel Vaillancourt Branc Country · Kanada (CAN)                                                                         | François Mathy Gai Luron · Belgium (BEL)                                                                                            |
| Díjugratás csapat                                       | Franciaország (FRA) · Hubert Parot Rivage · Jean-Marcel Rozier Bayard de Maupas · Marc Roguet Belle de Mars · Michel Roche Un Espoir            | NSZK (FRG) · Alwin Schockemöhle Warwick Rex · Hans Günter Winkler Torphy · Sönke Sönksen Kwepe · Paul Schockemöhle Agent | Belgium (BEL) · Eric Wauters Gute Sitte · François Mathy Gai Luron · Edgar Henri Cuepper Le Champion · Stanny Van Paesschen Porsche |
| Lovastusa egyéni                                        | Edmund Coffin Bally-Cor · Egyesült Államok (USA)                                                                                                | Michael Plumb Better & Better · Egyesült Államok (USA)                                                                   | Karl Schultz Madrigal · NSZK (FRG)                                                                                                  |
| Lovastusa csapat                                        | Egyesült Államok (USA) · Edmund Coffin Bally-Cor · Michael Plumb Better & Better · Bruce Davidson Irish-Cap · Mary Anne Tauskey Marcus Aurelius | NSZK (FRG) · Karl Schultz Madrigal · Herbert Blöcker Albrant · Helmut Rethemeier Pauline · Otto Ammermann Volturno       | Ausztrália (AUS) · Wayne Roycroft Laurenson · Mervyn Bennett Regal Reign · Bill Roycroft Version · Denis Pigott Hillstead           |